# 5238 Naozane
5238 Naozane è un asteroide della fascia principale. Scoperto nel 1990, presenta un'orbita caratterizzata da un semiasse maggiore pari a 2,2743943 UA e da un'eccentricità di 0,1169216, inclinata di 5,87381° rispetto all'eclittica.